# Water Tower Place
Water Tower Place é um dos arranha-céus mais altos do mundo, com 262 metros (859 ft). Edificado na cidade de Chicago, Estados Unidos, foi concluído em 1976 com 74 andares a construção abriga um shopping center de 8 andares considerado na altura da construção como um dos maiores shoppings do mundo.